# Emily Osment
Emily Jordan Osment (Los Angeles, 10 de março de 1992) é uma atriz, cantora, compositora e dubladora estadunidense. Depois de trabalhar em vários filmes de televisão em sua infância, ela ganhou fama ao co-estrelar os filmes Pequenos Espiões 2: A Ilha dos Sonhos Perdidos e Pequenos Espiões 3: Game Over. Entre 2006 a 2011 ela passou a co-estrelar como Lilly Truscott no seriado nomeado ao Emmy Hannah Montana exibido pelo Disney Channel e o filme original da série, Hannah Montana: O Filme. Ela também estrelou como Cassie em A Coisa Maligna: Não Pense Sobre Isso e como Melissa Morris em O Resgate do Papai. Recentemente, ela estrelou em 2011 o filme Bullying Virtual exibido pela ABC Family.
Osment também expandiu seu repertório para a indústria musical, onde ela gravou singles, como "I Don't Think About It" e "If I Didn't Have You" ao lado de Mitchel Musso e, mais recentemente, "Once Upon a Dream". Seu álbum de estréia, Fight or Flight foi lançado em 5 outubro de 2010 através da Wind-up Records e apresenta os singles "Let's Be Friends" e "Lovesick".

## Biografia
Emily Jordan Osment nasceu em Los Angeles, onde sua família ainda reside, é filha do ator Michael Eugene Osment, e Theresa Osment, uma professora de Inglês. O pai dela já apareceu em vários filmes e estava em Treinadora Por Acaso, e o seu irmão mais velho é Haley Joel Osment, indicado ao Óscar. Ela foi criada como uma católica romana. Em 2011, após o acondicionamento de sua turnê, Osment decidiu prosseguir a sua educação universitária ao se matricular no Occidental College localizada em Los Angeles, Califórnia.

### 2008–2012: Início e estréia no cinema
A entrada de Osment na indústria do entretenimento começou em 1998, quando ela foi lançada em um comercial para a empresa de entrega de flores FTD. A partir daí, ela passou a aparecer em muitos comerciais, após ela fez sua estréia como atriz no filme de 1999 The Secret Life of Girls, estrelado por Eugene Levy e Linda Hamilton. No mesmo ano, ela co-estrelou com Glenn Close no clássico Um Novo Reencontro, um papel que a levou receber uma nomeação ao Young Artist Award. Desde então, ela passou a fazer uma série de papéis, como aparições em programas de televisão como O Toque de um Anjo, Friends e Uma Família de Outro Mundo.
Em 2002, Osment estreou no cinema como Gerti Giggles em Pequenos Espiões 2: A Ilha dos Sonhos Perdidos. Em 2003, ela reprisou seu papel em  Pequenos Espiões 3: Game Over, que arrecadou 197 milhões dólares em todo o mundo.

### 2006–2010:Hannah Montana,Fight or Flight

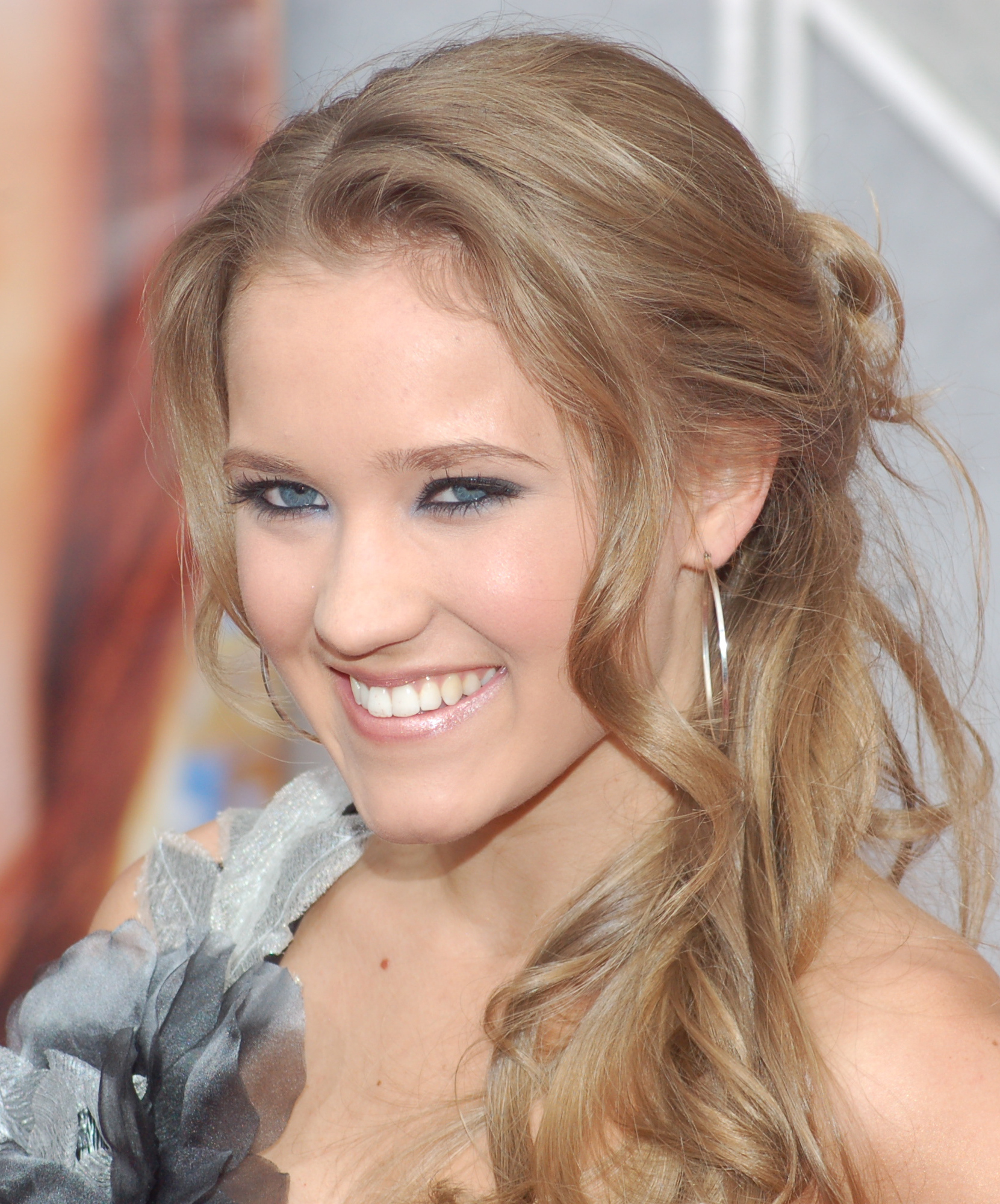
Osment em 2009

Em 2006, Osment ganhou o papel de Lilly Truscott na série Hannah Montana exibida pelo Disney Channel. A estréia da série marcou recordes de audiência para o canal, com 5,4 milhões de espectadores, uma resposta "Beyond Our Wildest Expectations", de acordo com o presidente da emissora. O show rendeu uma nomeação ao Young Artist Award, em 2007, para o melhor desempenho em uma série de TV. Ela também estrelou como uma gótica em A Coisa Maligna: Não Pense Sobre Isso, ao lado de Cody Linley. Ela também gravou a canção "I Don't Think About It", para a trilha sonora do filme.

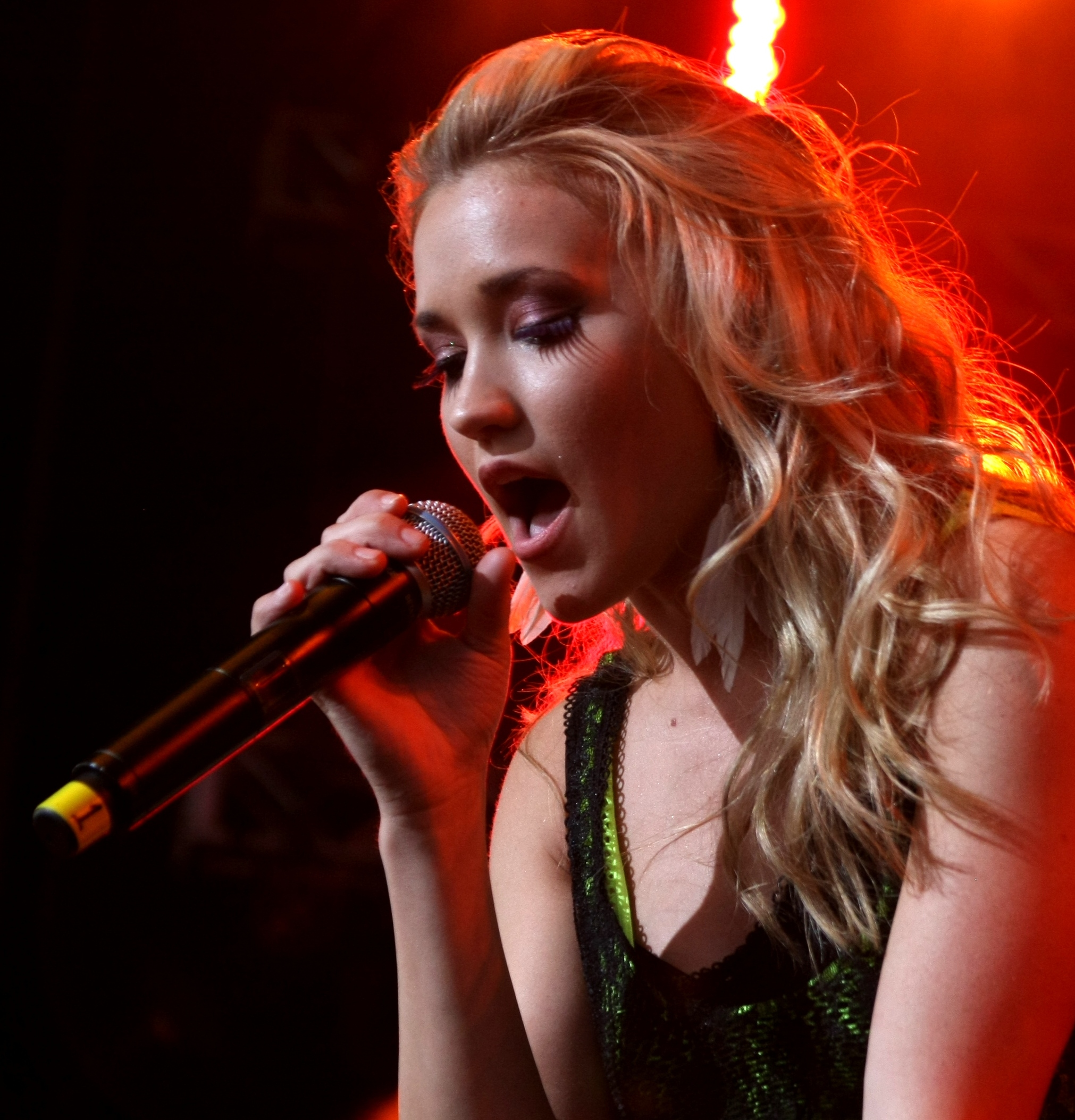
Osment em 2010

Osment também gravou uma versão da música "If I Didn't Have You" com Mitchel Musso para o DisneyMania 6. A canção foi produzida por Bryan Todd. Os dois também filmou um vídeo da música para o seu remake. Além disso, ela também gravou a canção, lançada em 2008, com "The Disney Channel Circle of Stars". Ela gravou um remake de "Once Upon a Dream" para o lançamento de Sleeping Beauty 50th Platinum Edition. A canção foi ao ar no Disney Channel em 12 de setembro de 2008. Ela também gravou uma música chamada "Hero in Me" para o filme, O Resgate do Papai. De acordo com uma entrevista em áudio com Osment nos bastidores do Grammy, ela irá filmar um novo filme chamado Treinadora Por Acaso. Em abril de 2008, a revista Parade e a revista Forbes a classificou-a no número 1 em sua lista de estrelas kids quentes.
De acordo com uma entrevista em áudio com Osment nos bastidores do Grammy de 2008, ela estava escrevendo e gravando faixas com Eve 6. Em uma entrevista, ela disse que estava trabalhando em seu EP, All the Right Wrongs, embora o som seria completamente diferente da Disney pop. Em vez disso, o gênero principal era Indie rock. Ela escreveu a maioria das canções do álbum, incluindo a nova faixa "All the Way Up" que estreou na Rádio Disney em agosto de 2009. Osment descreveu sua música como "definitivamente Pop mas com uma borda de Rock alternativo. "Ela já colaborou em músicas com Tom Higgenson, Max Collins, Tony Fagenson, Toby Gad e Mandi Perkins. Em 18 de setembro de 2009, Osment twittou as músicas que seriam apresentados em seu EP em sua página oficial do Twitter.
Em 24 de março de 2010, Osment confirmou ao Good Day NY que seu álbum de estréia seria lançado no verão de 2010. O primeiro single, do disco "Let's Be Friends" estreou em JSYK.com em 7 de junho de 2010. Em 3 de junho, foi anunciado que o álbum seria lançado no outono. Ela anunciou via Facebook em 16 de agosto que seu álbum seria lançado nos Estados Unidos em 5 de outubro e que seria intitulado Fight or Flight. A arte da capa foi revelada 17 de agosto. O próximo single de do disco foi "Lovesick". Após o lançamento do álbum, Osment ganhou mais notoriedade na midia.

### 2011–presente: Foco na atuação, saída da Wind-Up Records e Young & Hungry
Em maio de 2011, ela lançou seu próximo single "Hush" para a rádio canadense. A canção é um dueto entre ela e Josh Ramsay. Osment terminou de filmar Bullying Virtual, um filme da ABC Family. Osment teve o papel de "Taylor Hillridge", vítima de cyber bullying. O filme estreou 17 de julho de 2011. Para o filme, ela lançou seu mais novo single, "Drift", que também é destaque em no filme.
Em 2012 Osment confirmou em seu Facebook, que tinha deixado a Wind-up Records e que iria voltar a focar na atuação. Logo, Osment anunciou através do Twitter que tornou-se dubladora aleatória na série Uma Família da Pesada, ou seja ela dubla vários personagens. Ela reprisou seu papel de voz como Pep pela segunda vez no filme Perdido pra Cachorro 3, que foi lançado em DVD em 18 setembro de 2012. Ela também interpretou Shelby no filme ''O Despertar de Uma Mulher''. Em 2014, Osment interpretou Ariel Morgan no filme ''O Pesadelo da Filha'', lançado em maio nos EUA e em julho no Brasil. É protagonista da série ''Young & Hungry'' , exibida pela ABC Family. Em 2014, dubla Rainbow Brite na web-série homônima, que baseiou-se na animação dos anos 80. Interpretará Kelly na adaptação-cinematográfica do premiado curta ''Love Is All You Need?'', com lançamento previsto para 2015.

## Discografia
- All the Right Wrongs (2009)
- Fight or Flight (2010)
- When Loved You (2019)

## Filmografia

### Cinema
| Ano  | Título                                         | Papel            | Notas           |
| ---- | ---------------------------------------------- | ---------------- | --------------- |
| 1999 | The Secret Life of Girls                       | Miranda Aiken    |                 |
| 1999 | Um Novo Reencontro                             | Cassie Witting   |                 |
| 2002 | Pequenos Espiões 2: A Ilha dos Sonhos Perdidos | Gerti Giggles    | Co-protagonista |
| 2003 | Pequenos Espiões 3: Game Over                  | Gerti Giggles    | Co-protagonista |
| 2005 | Lilo & Stitch 2                                | Vozes adicionais | Voz             |
| 2007 | A Coisa Maligna: Não Pense Sobre Isso          | Cassie Keller    | Protagonista    |
| 2008 | Treinadora Por Acaso                           | Becca Handler    | Protagonista    |
| 2009 | Hannah Montana: O Filme                        | Lilly Truscott   | Co-protagonista |
| 2009 | O Resgate do Papai                             | Melissa Morris   | Protagonista    |
| 2011 | Perdido pra Cachorro 2                         | Pep              | Voz             |
| 2011 | Bullying Virtual                               | Taylor Hillridge | Protagonista    |
| 2012 | Perdido pra Cachorro 3                         | Pep              | Voz             |
| 2014 | O Despertar de Uma Mulher                      | Shelby           | Co-protagonista |
| 2014 | O Pesadelo da Filha                            | Ariel Morgan     | Protagonista    |
| 2015 | Nem Vem, José!                                 | Summer Stern     |                 |
| 2016 | Love Is All You Need?                          | Kelly Williams   |                 |
| 2018 | Tea Time with Mr. Patterson                    | Stacey           | Curta           |
| 2018 | Christmas Wonderland                           | Heidi Nelson     | Protagonista    |

### Televisão
| Ano          | Título                              | Papel                         | Notas                                         |
| ------------ | ----------------------------------- | ----------------------------- | --------------------------------------------- |
| 1999         | Uma Família de Outro Mundo          | Dahlia                        | Episódio: "Dick, Who's Coming to Dinner"      |
| 2000         | O Toque de um Anjo                  | Alyssa                        | Episódio: "With God as My Witness"            |
| 2001         | Friends                             | Lelani Mayolanofavich         | Episódio: "The One with the Halloween Party"  |
| 2006-2011    | Hannah Montana                      | Lilly Truscott/Lola Luftnagle | 98 episódios (e presente 1, só que em clipes) |
| 2010-2012    | Kick Buttowski: Um Projeto de Dublê | Kendall Perkins               | Voz                                           |
| 2012-2014    | Uma Família da Pesada               | Ruth e Vários                 | Voz                                           |
| 2013         | Dois Homens e Meio                  | Ashley                        | Participação Especial                         |
| 2013-2014    | Cleaners                            | Roxie                         | Protagonista                                  |
| 2014-2018    | Jovem e Gourmet                     | Gabi Diamond                  | Protagonista                                  |
| 2015-2016    | Mom                                 | Jodi                          | 4 episódios                                   |
| 2018         | The Kominsky Method                 | Theresa                       | Elenco recorrente                             |
| 2019         | Almost Family                       | Roxy Doyle                    | Protagonista                                  |
| 2021         | Pretty Smart                        | Chelsea Morgan                | 10 episódios                                  |
| 2024-present | Georgie & Mandy's First Marriage    | Mandy                         | Protagonista                                  |

## Prêmios
- 2009: Teen Choice Awards - Melhor Atriz de TV por Hannah Montana.
- 2012: PRISM Awards - Melhor Atriz de Drama por Bullying Virtual.
- 2012: Canadian Screen Awards - Melhor Atriz de Drama por Bullying Virtual.
- 2014: Teen Choice Awards - Melhor Atriz de TV: Verão por Young & Hungry.